# آبراهام پایس
 آبراهام پایس (هلندی: Abraham Pais؛ زاده ۱۹ مهٔ ۱۹۱۸ درگذشته ۲۸ ژوئیهٔ ۲۰۰۰) یک فیزیک‌دان اهل هلند بود.